# Obeza meridionalis
Obeza meridionalis is een vliesvleugelig insect uit de familie Eucharitidae. De wetenschappelijke naam is voor het eerst geldig gepubliceerd in 1889 door Kirby.